# Charlie Gallagher
Charles „Charlie“ Gallagher (* 3. November 1940 in Gorbals, Glasgow; † 11. Juli 2021) war ein irischer Fußballspieler. Mit Celtic Glasgow gewann er in den 1960er Jahren fünfmal die Schottische Meisterschaft, dreimal den Pokal und fünfmal den Ligapokal. Im Jahr 1967 siegte er mit Celtic als Teil der Lisbon Lions im Finale des Europapokals der Landesmeister gegen Inter Mailand.

## Karriere

### Verein
Charlie Gallagher wurde als Sohn irischer Einwanderer im Jahr 1940 in Gorbals, einem Stadtteil der schottischen Metropole Glasgow, geboren. Zusammen mit seinem Cousin Pat Crerand ging Gallagher in die Holyrood Secondary School. Seine Karriere begann er in den 1950er Jahren bei Yoker Athletic aus dem gleichnamigen Stadtbezirk. Im September 1958 wechselte Gallagher zu Celtic Glasgow. Der Stürmer gab sein Profidebüt bei Celtic im Alter von 18 Jahren im August 1959 im Ligapokal gegen die Raith Rovers. In seiner Zeit bei Celtic galt er als unspektakulärer Spieler mit gutem Passspiel und einem strammen Schuss. Bei seinen Mitspielern und den Fans war er durch sein Teamplay beliebt. Gallagher gewann mit Celtic zahlreiche Titel darunter fünfmal die Schottische Meisterschaft, dreimal den Pokal und fünfmal den Ligapokal. Größter Erfolg war der Sieg im Finale des Europapokals der Landesmeister gegen Inter Mailand 1967. Für die Bhoys absolvierte er bis zum Jahr 1970 in insgesamt 171 Pflichtspielen 32 Treffer. Im Mai 1970 wechselte er zum Zweitligisten FC Dumbarton. In seiner zweiten Saison in Dumbarton konnte er den Aufstieg in 1. Liga feiern. Am Ende der Saison 1972/73 beendete er seine Karriere als aktiver Spieler. Zwischen 1976 und 1978 war er als Scout für Celtic tätig. Später arbeitete Gallagher als Taxifahrer.

### Nationalmannschaft
Als Sohn von irischen Eltern, die aus Donegal stammten, absolvierte Gallagher als erster gebürtiger Schotte Länderspiele für die Auswahl von Irland.

## Erfolge
mit Celtic Glasgow:
- Schottischer Meister: 1966, 1967, 1968, 1969, 1970
- Europapokal der Landesmeister: 1967
- Schottischer Pokalsieger: 1965, 1967, 1969
- Schottischer Ligapokalsieger: 1966, 1967, 1968, 1969, 1970

mit dem FC Dumbarton:
- Schottischer Zweitligameister: 1972